# Arciere di Amesbury

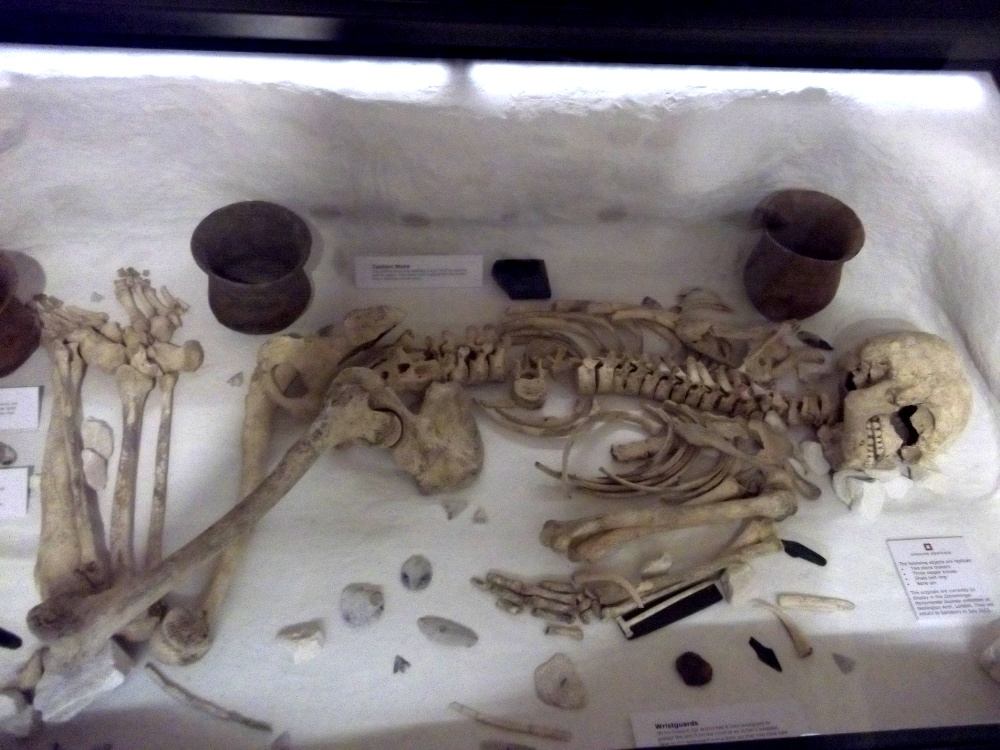
L'arciere di Amesbury

Col nome di Arciere di Amesbury (soprannominato il "Re di Stonehenge" dalla stampa britannica, sebbene nulla metta in connessione il sito e l'arciere) si indica un uomo di 35-45 anni della prima età del Bronzo (databile attorno al 2300 a.C.), trovato nel maggio 2002 ad Amesbury, nei pressi di Stonehenge (Inghilterra).
Questa tomba riveste una grande importanza sia perché è una delle più ricche di quell'epoca mai scoperte in Gran Bretagna sia per le sue connessioni con l'Europa continentale. La datazione di questa sepoltura è stata resa possibile dalla presenza di cinque vasi funerari associabili con la Cultura del vaso campaniforme. Vicino all'arciere è stato trovato il corpo di un altro uomo, probabilmente un suo parente.
Il ricco corredo funerario comprendeva oltre cento oggetti, tra cui orecchini d'oro, coltelli di rame e vasellame. L'uomo è  stato soprannominato arciere per le molte punte di frecce trovate nel corredo.
Attraverso un'analisi condotta sullo smalto dei denti, è stato possibile individuare la provenienza dell'"Arciere" da una regione fredda dell'Europa centrale, in un'area compresa tra la Svizzera, l'Austria e la Germania. Si pensa che sia stato uno dei primi fabbri della Gran Bretagna.
L'esempio dell'Arciere di Amesbury è usato dai sostenitori dell'ipotesi secondo cui la diffusione della Cultura del vaso campaniforme (Bell Beaker culture in inglese) fu determinata da movimenti di popolazioni e non dalla semplice diffusione e adozione di modelli per la fabbricazione di oggetti.